# Lelio Mármora
Lelio Alberto Mármora (23 de noviembre de 1940, 29 de mayo de 2024) fue un sociólogo argentino especializado en las migraciones.
Fue director general del Instituto Nacional de Estadísticas y Censos (Indec) desde mayo de 2003 hasta marzo de 2007.

## Formación académica
Se licenció en sociología en la Facultad de Filosofía y Letras de la Universidad de Buenos Aires.
En 1969 se graduó como doctor en sociología en la École Pratique des Hautes Études, en la Universidad de París.

## Actividad profesional
Desde 1971 a 2002 fue profesor de la cátedra Migraciones y Políticas migratorias, en Argentina y otros países de la región. Además, también fue profesor de Sociología de las Migraciones en la Facultad de Ciencias Sociales de la Universidad de Buenos Aires. Fue profesor en el Instituto de Altos Estudios Diplomáticos del Ministerio de Relaciones Exteriores de Venezuela y en el Instituto del Servicio Externo de la Nación, Argentina.

Dirigió la Dirección Nacional de Migraciones de Argentina en los años 1973 y 1974. Fue Jefe de Misión en la Argentina para la OIM durante el periodo 1987 a 1997. Desde 1994 a 2002 fue director del Programa Latinoamericano de Cooperación Técnica en materia Migratoria (PLACMI) de la OIM. Se desempeñó como representante regional, representando al Cono Sur ante la Organización Internacional para las Migraciones entre los años 1997 y 2002.
Fue nombrado director general del Instituto Nacional de Estadísticas y Censos (Indec), el 29 de mayo de 2003, días después de asumir el presidente de la Nación Néstor Kirchner, por designación del entonces ministro de Economía, Roberto Lavagna. El 9 de marzo de 2007, presentó su renuncia a la entonces ministra de Economía, Felisa Miceli, argumentando problemas de salud, permaneciendo fuera de la vida pública.

## Obra
Ha escrito más de 100 ensayos, siendo Las políticas de migraciones internacionales, publicado en 1997, el más difundido de ellos.

En 2014, publicó Migraciones laborales en la construcción en coautoría con Jorge Gurrieri y Roberto Aruj.